# Guigues V d'Albon
Pour les articles homonymes, voir Guigues.
Guigues V d'Albon né vers 1125, mort le 29 juillet 1162 à Vizille, est un comte d'Albon de 1142 à 1162, issu de la maison d'Albon. Au cours de son règne, il prend le titre de dauphin du Viennois et il est en conséquence le 1er Dauphin de Viennois.
Il est à noter que la numérotation des Guigonides de la Maison d'Albon varie selon les références. Ainsi, pour le site Internet de généalogie de la Foundation for Medieval Genealogy - Medieval Lands, Guigues V est nommé « Guigues VII ».

## Biographie
Guigues d'Albon est le fils de Guigues IV d'Albon, dit Dauphin, et de Marguerite de Bourgogne (aussi nommée Marguerite de Mâcon).
Quelques années après la mort de son père il est déjà au fait de la fondation de la chartreuse du-Val-Ste-Marie situé à Bouvante en 1144.
En 1145, le pape Eugène III approuve à la suite de ses prédécesseurs Hugues II, évêque de Grenoble, l'accord entre Guy archevêque de Vienne, et Saint-Hugues au sujet du pagus de Sermorens et le traité avec Guigues III, comte d'Albon.
En 1146, Guillaume III de Mâcon, frère du comte Renaud III de Bourgogne, mais également de Marguerite de Bourgogne veuve de Guigues IV, prétendait occuper Vienne au mépris des droits de l'archevêque de la ville. Conrad III, par une lettre adressée aux évêques et aux princes de la région, déclara que la cité de Vienne tout entière était soumise à la seigneurie de l'Église. Guillaume III de Mâcon tenta de spolier sa nièce Béatrice de Bourgogne, fille de Renaud III. L'empereur Frédéric Barberousse l'en empêcha et épousa cette dernière en 1156.
En avril 1148, Guigues IV, comte d'Albon, confirme, pour le repos de l'âme de son père Guigues III, la donation de son oncle, Humbert, archevêque de Vienne, à l'église de St-Vallier, d'une terre appelée Canonica.
De la modification nouvelle du pouvoir comtal découla une querelle entre les comtes d'Albon, l'archevêque de Vienne et les comtes de Mâcon (famille des Anscarides de Bourgogne-Mâcon) au sujet des droits sur la ville de Vienne.
Deux diplômes successifs, considérés à priori comme authentiques, mais surprenants du fait de leur proximité temporelle, de la part de Frédéric Barberousse, en faveur de Guigues V sont émis en 1155 :
Le 13 janvier 1155, à Rivoli, Berthold de Zähringen, duc de Bourgogne, assure sa fidélité au dauphin Guigues V, comte d'Albon lui donne tout ce que lui-même tient de ses prédécesseurs ou des rois dans la ville de Vienne, s'engageant à combattre Guillaume III comte de Mâcon et de Vienne s'il tente d'y mettre obstacle. À son tour, le dauphin lui fait hommage et promet de le recevoir décemment dans la ville en présence de Frédéric, roi des Romains, qui donne son consentement. Il y ajoute une mine d'argent à Rame et le droit de frapper monnaie à Césane au pied du Mont-Joux.
Le 7 juillet 1155, diplôme de Frédéric, empereur des Romains voulant récompenser le zèle du dauphin Guigues, comte d'Albon envers l'empire et sa personne. Il lui concède une mine d'argent près de Rame dans le diocèse d'Embrun, ainsi que le droit de frapper monnaie dans son comté.
La suzeraineté de Vienne reste ainsi à l'archevêché et le Dauphiné aux comtes d'Albon, les comtes de Mâcon restant décorés du titre prestigieux mais secondaire de comtes de Vienne.
D'après Léon Ménabréa, citant Samuel Guichenon et de nombreux historiens à la suite, Guigues décide de venger son père en allant ravager les terres du comte de Savoie. Comme onze ans plus tôt, il met le siège devant Montmélian, mais il est mis en déroute par l'armée de secours du comte Humbert III de Savoie. L'évêque de Grenoble, Hugues II, intervient et une paix honorable pour les deux adversaires est conclue. À noter que ce conflit n'est rapporté ni dans le Regeste dauphinois, ni par le site de la Foundation for Medieval Genealogy.

### Mariage et descendance
Il épouse en 1155 Béatrice, dite de Montferrat selon Nicolas Chorier  fille éventuelle de Guillaume V, marquis de Montferrat et de Judith de Babenberg.
À sa mort, il laisse une fille en bas âge prénommée Béatrix d'Albon (1161 † 1228), qui devient dauphine de Viennois.

### Décès
Guigues V meurt, sans héritier mâle, en juillet 1162 au château de Vizille.